# Bima (rivière)
Pour les articles homonymes, voir Bima (homonymie).
La Bima est une rivière du bassin du fleuve Congo, en république démocratique du Congo et un affluent de l’Uele. 